# Jamaica Kincaid
Jamaica Kincaid (nacida como Elaine Cynthia Potter Richardson, Saint John, 25 de mayo de 1949) es una escritora de Antigua y Barbuda. 
Vivió con su padrastro, un carpintero, y con su madre hasta 1965, completando su educación secundaria según el modelo británico, ya que Antigua y Barbuda fue colonia británica hasta 1967. 
Se fue a Nueva York con 17 años, donde trabajó primero como au pair y luego para la revista Forbes. Más tarde estudió fotografía en la New School for Social Research, asistió al Franconia College en Nuevo Hampshire y trabajó para el New Yorker. 
Ha publicado varias novelas y narraciones cortas y actualmente trabaja de profesora visitante y enseña literatura creativa en la Universidad de Harvard. 
Es conversa al judaísmo.
Tiene dos hijos de su exmarido, Allen Shawn (hijo del editor de The New Yorker William Shawn).

## Obra
- "Girl," cuento (1978, en The New Yorker)
- At the Bottom of the River (1983)
- Annie John (1985)
- A Small Place (1988) Enlace a Google Books. (Un pequeño lugar. Versión en español. 2003. Editorial Txalaparta.)
- Annie, Gwen, Lilly, Pam, and Tulip (1989)
- Lucy (1990)
- Biography of a Dress (1990)
- "On Seeing England for the First Time," ensayo (1991, en Harper's Magazine)
- The Autobiography of My Mother (1995) Enlace a Google Books. (Autobiografía de mi madre. Versión en español. 2007. Editorial Txalaparta.)
- My Brother (1997)
- My Favorite Plant: Writers and Gardeners on the Plants they Love (editora; 1998)
- My Garden (1999)
- Talk Stories (2000)
- My Garden (2001)
- Mr. Potter (2002)
- Among Flowers: A Walk in the Himalayas (2005)
- Figures in the Distance
- Life and Debt Film